# Dhandera
Dhandera là một thị trấn thống kê (census town) của quận Hardwar thuộc bang Uttaranchal, Ấn Độ.

## Nhân khẩu
Theo điều tra dân số năm 2001 của Ấn Độ, Dhandera có dân số 15.297 người. Phái nam chiếm 52% tổng số dân và phái nữ chiếm 48%. Dhandera có tỷ lệ 55% biết đọc biết viết, thấp hơn tỷ lệ trung bình toàn quốc là 59,5%: tỷ lệ cho phái nam là 62%, và tỷ lệ cho phái nữ là 48%. Tại Dhandera, 16% dân số nhỏ hơn 6 tuổi.